# روني لي درو
روني لي درو (بالإنجليزية: Ronnie Le Drew)‏ هو محرك دمى بريطاني، ولد في القرن العشرين.

## وصلات خارجية
- روني لي درو على موقع IMDb (الإنجليزية)
- روني لي درو على موقع ميوزك برينز (الإنجليزية)
- روني لي درو على موقع قاعدة بيانات الفيلم (الإنجليزية)